# Onthophagus concinnus
Onthophagus concinnus är en skalbaggsart som beskrevs av François Louis Nompar de Caumont de Laporte 1840. Onthophagus concinnus ingår i släktet Onthophagus och familjen bladhorningar. Inga underarter finns listade i Catalogue of Life.